# Ludovic Sylvestre
Ludovic Sylvestre, né le 5 février 1984 au Blanc-Mesnil (Seine-Saint-Denis), est un footballeur français des années 2000-2010.
Sylvestre commence le football en Eure-et-Loir avant d'intégrer l'INF Clairefontaine puis les centres de formation des clubs professionnels de l’EA Guingamp puis le RC Strasbourg. En 2005, il est recruté par le FC Barcelone mais évolue principalement avec l'équipe réserve. Il part l'année suivante en Tchéquie, au Sparta Prague avec qui il est champion dès la première saison avant d'être prêté au Viktoria Pilsen en janvier 2008 puis transféré au FK Mladá Boleslav. En 2010, Sylvestre découvre la Premier League anglaise et rejoint le Blackpool FC trois saisons dont les deux dernières en Championship. De 2013 à 2016, le Français évolue au Rizespor en première division turque. Il vient ensuite terminer sa carrière au Red Star FC.
Son oncle, Éric Lada, est footballeur professionnel dans les années 1990.

## Biographie

### Formation et débuts
Ludovic Sylvestre commence à jouer au football à Courville-sur-Eure en Eure-et-Loir, marchant sur les traces de son oncle Éric Lada, mais aussi de son père qui lui transmet la passion du ballon rond dès l'âge de 6 ans.
En 1994, il rejoint l'Amicale de Lucé, où il joue trois ans, puis le FC Chartres.
En 1999, Ludovic Sylvestre rentre à l'INF Clairefontaine où il reste un ans. Avec la structure yvelinoise, il joue son dernier match le dimanche 18 juin 2000, en finale du Championnat de France des quinze ans nationaux contre l'Olympique lyonnais (défaite 2-1). Ce match met un terme à la collaboration entre les joueurs de la promotion 1997 du centre technique national parmi lesquels Jacques Faty, Luigi Glombard, Mourad Meghni et Damien Perquis. L'entraîneur Joaquim Francisco Filho déclare que de nombreux clubs professionnels français ont décidé de miser sur cette « très belle génération ». Sylvestre rejoint l'En avant Guingamp.

### Guingamp, Strasbourg puis le Barça (2001-2006)
En 2001, à la sortie de l'INF Clairefontaine, Ludovic Sylvestre part pour deux saisons à l'En avant Guingamp avant de rejoindre le RC Strasbourg, avec qui il se hisse jusqu'en finale de la Coupe Gambardella 2002-2003. Durant l'été 2004, les dirigeants alsaciens ne lui propose pas de contrat professionnel et Sylvestre se met à chercher un club.
En janvier 2005, via un ancien entraîneur, Ludovic Sylvestre part faire un test de trois-quatre jours au FC Barcelone. Le stage est prolongé de quatre jours avec un match amical puis Sylvestre est engagé jusqu'à la fin de saison, prolongeable d'une année en fonction de ses rendements. Il évolue surtout avec le FC Barcelone B en 3e division. Dans la technique et le placement, Sylvestre apprend énormément. En fin de saison, il participe à deux matches de Liga. Chez le FC Séville (défaite 2-3), Sylvestre porte le numéro 41 et joue au milieu de terrain avec Xavi et Andrés Iniesta. À l’Athletic Bilbao (défaite 1-3), il y a des jeunes en compagnie de Ludovic Giuly et Samuel Eto'o. Grâce à ces deux matchs, Sylvestre est sacré champion d'Espagne 2006 comme ses coéquipiers. À l'entraînement, Sylvestre côtoie aussi des joueurs comme Henrik Larsson, Giovanni van Bronckhorst, Sylvinho et Víctor Valdés. Eto'o le prend sous son aile, le met en confiance et lui donne des conseils. En équipe réserve, il joue un match aux côtés de Lionel Messi.
À la fin de la saison 2005-2006, Ludovic Sylvestre se plait à Barcelone mais veut jouer à un meilleur niveau que le FC Barcelone B. Il ambitionne de pouvoir jouer dans un bon club en première division. Son manager lui apprend que le Sparta Prague l'a vu et est intéressé, Sylvestre part y effectuer un test.

### Plusieurs saisons en Tchéquie (2006-2010)

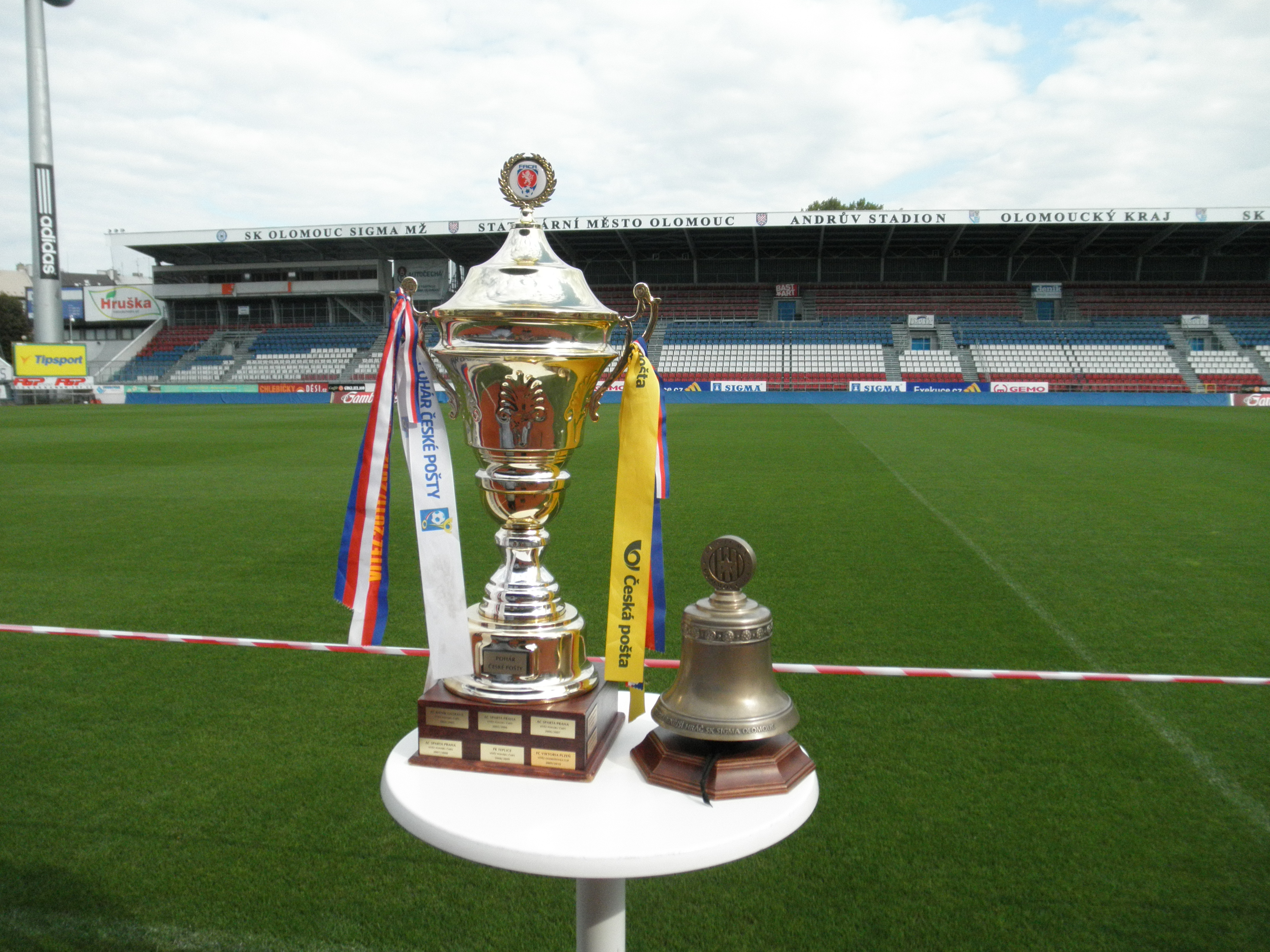
Sylvestre remporte la Coupe de Tchéquie en 2007.

Durant l’été 2006, Ludovic Sylvestre est recruté par l'AC Sparta Prague en Tchéquie. Il arrive là-bas par le biais d'Ivan Hasek, qui l'entraîne au RC Strasbourg. La première année, l'équipe fait le doublé Coupe-Championnat. Ensuite, Sylvestre joue moins, il est prêté six mois au FC Viktoria Plzeň en février 2008. « Je pars pour pouvoir jouer davantage pendant les prochains mois. Au Sparta, c'était un peu compliqué » », déclare le joueur à l’AFP. À la fin de la saison, il rejoint les rangs du FK Mladá Boleslav pour deux ans.

### Trois ans à Blackpool (2010-2013)

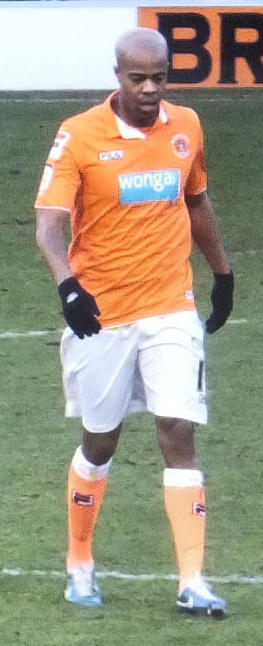
Ludovic Sylvestre sous le maillot du Blackpool FC.

En août 2010, le Blackpool FC, nouveau promu dans le Premier League, recrute quatre joueurs dont trois Français : Ludovic Sylvestre, Elliot Grandin et Malaury Martin. Le milieu de terrain, 26 ans, s'engage pour deux ans avec une option pour une année de plus.
Ludovic Sylvestre y passe six mois en Premier League, puis deux saisons en Championship (D2). En 2011-2012, Sylvestre connaît des périodes où il reste en tribunes. Le coach, Ian Holloway, ne lui expliquant pas pourquoi. Il est tout de même auteur de 2 buts en 33 matches cette saison là et l'équipe termine cinquième de D2. Elle joue la finale des play-offs contre West Ham United FC, au Wembley Stadium devant près de 80 000 spectateurs mais s'incline (2-1) dans les derniers instants et reste en Championship,.
Arrivé en fin de contrat, Ian Holloway, devenu entraîneur de Crystal Palace, tente de faire venir celui dont il s'est offert les services en août 2010 pour 500 000 ₤, mais en vain.

### En Turquie (2013-2016)
En juillet 2013, Ludovic Sylvestre s'engage pour trois ans avec le club de Rizespor, promu en 1re division turque. Il sera classé deuxième meilleur passeur à l'issue de la saison, avec 1287 passes accomplies.
Le début de saison 2014-2015 est difficile, Sylvestre ne joue pas beaucoup. 14e sur 18, l'entraîneur est remplacé et les choses s'améliorent pour lui et pour l'équipe. Celle-ci joue alors en 4-2-3-1, avec Ludovic Obraniak en meneur de jeu et Sylvestre juste derrière, en récupérateur qui se projette vers l'avant. Il est sous contrat jusqu'en juin 2016.

### Fin de carrière et reconversion au Red Star (depuis 2016)
Ludovic Sylvestre prend sa retraite en 2017 et est devient coordinateur technique au Red Star (Ligue 2).

## Palmarès
FC Barcelone
- Championnat d'Espagne : 2006

 AC Sparta Prague
- Championnat de Tchéquie : 2007
- Coupe de Tchéquie : 2007

## Statistiques
| Saison                | Club                  | Championnat           | Championnat | Championnat | Coupe(s) nationale(s) | Coupe(s) nationale(s) | Compétition(s) continentale(s) | Compétition(s) continentale(s) | Compétition(s) continentale(s) | Total | Total |
| Saison                | Club                  | Division              | M.          | B.          | M.                    | B.                    | Comp.                          | M.                             | B.                             | M.    | B.    |
| 2004-2005             | FC Barcelone B        | Segunda División      | 15          | -           | -                     | -                     | -                              | -                              | -                              | 15    | 0     |
| 2005-2006             | FC Barcelone B        | Segunda División      | 5           | -           | -                     | -                     | -                              | -                              | -                              | 5     | 0     |
| Sous-total            | Sous-total            | Sous-total            | 20          | 0           | 0                     | 0                     | -                              | 0                              | 0                              | 20    | 0     |
| 2005-2006             | FC Barcelone          | Liga                  | 2           | -           | -                     | -                     | -                              | -                              | -                              | 2     | 0     |
| 2006-2007             | Sparta Prague         | Gambrinus Liga        | 19          | -           | -                     | -                     | C3                             | 6                              | -                              | 25    | 0     |
| 2007-2008             | Sparta Prague         | Gambrinus Liga        | 6           | -           | -                     | -                     | C3                             | 2                              | -                              | 8     | 0     |
| Sous-total            | Sous-total            | Sous-total            | 25          | 0           | 0                     | 0                     | -                              | 8                              | 0                              | 33    | 0     |
| 0000-2008             | Viktoria Plzeň (prêt) | Gambrinus Liga        | 14          | 3           | -                     | -                     | -                              | -                              | -                              | 14    | 3     |
| 2008-2009             | FK Mladá Boleslav     | Gambrinus Liga        | 29          | 4           | 1                     | -                     | -                              | -                              | -                              | 30    | 4     |
| 2009-2010             | FK Mladá Boleslav     | Gambrinus Liga        | 27          | 7           | 1                     | -                     | -                              | -                              | -                              | 28    | 7     |
| 2010-0000             | FK Mladá Boleslav     | Gambrinus Liga        | 4           | 1           | -                     | -                     | -                              | -                              | -                              | 4     | 1     |
| Sous-total            | Sous-total            | Sous-total            | 60          | 12          | 2                     | 0                     | -                              | 0                              | 0                              | 62    | 12    |
| 2010-2011             | Blackpool FC          | Premier League        | 8           | -           | 2                     | 1                     | -                              | -                              | -                              | 10    | 1     |
| 2011-2012             | Blackpool FC          | Championship          | 28          | 1           | 5                     | 1                     | -                              | -                              | -                              | 33    | 2     |
| 2012-2013             | Blackpool FC          | Championship          | 29          | 5           | 3                     | 1                     | -                              | -                              | -                              | 32    | 6     |
| Sous-total            | Sous-total            | Sous-total            | 65          | 6           | 10                    | 3                     | -                              | 0                              | 0                              | 75    | 9     |
| 2013-2014             | Çaykur Rizespor       | Süper Lig             | 33          | -           | -                     | -                     | -                              | -                              | -                              | 33    | 0     |
| 2014-2015             | Çaykur Rizespor       | Süper Lig             | 29          | -           | 6                     | 3                     | -                              | -                              | -                              | 35    | 3     |
| 2015-2016             | Çaykur Rizespor       | Süper Lig             | 25          | 2           | 11                    | 1                     | -                              | -                              | -                              | 36    | 3     |
| Sous-total            | Sous-total            | Sous-total            | 87          | 2           | 17                    | 4                     | -                              | 0                              | 0                              | 104   | 6     |
| 2016-2017             | Red Star FC           | Ligue 2               | 21          | -           | 2                     | -                     | -                              | -                              | -                              | 23    | 0     |
| 2017-2018             | Red Star FC           | National              | 23          | 1           | 5                     | -                     | -                              | -                              | -                              | 28    | 1     |
| Sous-total            | Sous-total            | Sous-total            | 44          | 1           | 7                     | 0                     | -                              | 0                              | 0                              | 51    | 1     |
| Total sur la carrière | Total sur la carrière | Total sur la carrière | 308         | 24          | 35                    | 7                     | -                              | 8                              | 0                              | 351   | 31    |